# Lligadura (tipografia)
Una lligadura en tipografia és un signe format per la unió de dos o més grafemes que solen o poden escriure també separats.

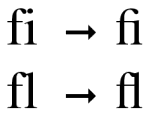
Lligadures fi i fl

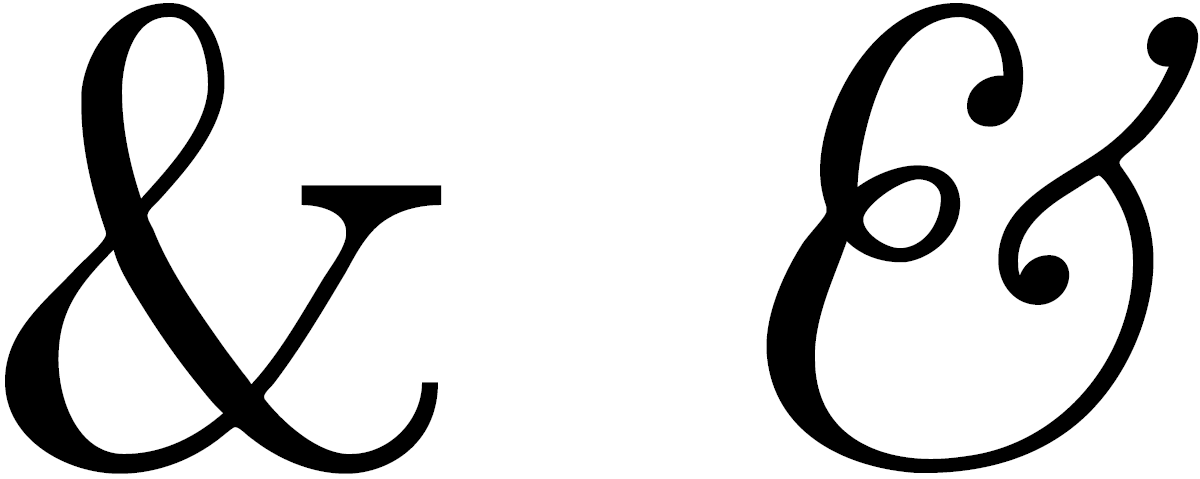
A la tipografia de la dreta és evident l'origen de la lligadura "et"

Lligadura DE

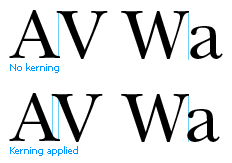
Interlletratge

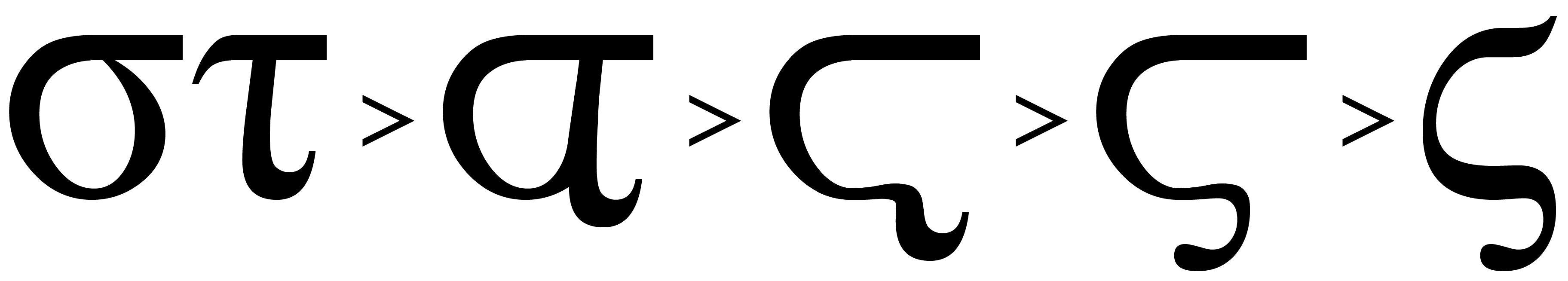
La stigma, lligadura del grec medieval

L'origen de la lligadura es troba en l'escriptura manual, a la qual l'home tendeix a lligar les lletres sense llevar la ploma. Quan es va introduir la impremta de tipus mòbils, el desig de fidelitat pel que fa a l'escriptura manual va obligar a adoptar molts signes combinats. A la Bíblia de Gutenberg, que imita l'estret estil dels manuscrits de l'època, s'empren fins a tres-cents signes diferents, entre versions de les lletres i lligadures.
Els lligams emprades en la tipografia moderna serveixen per a resoldre la inelegancia que surt del contacte de dos grafemes. És el cas en el català, per exemple en els lligams "fi" (fi) i "fl" (fl), la f en contacte amb una vocal amb accent greu, o encara en la i en contacte amb la ï. Altres inelegàncies tipogràfiques són el resultat de la diferència entre la distància matemàtica i la distància òptica de dues lletres, que es resol per l'interlletratge, una eina tipogràfica complementària a la lligadura.
En certes llengües, les lligadures històriques heretades de l'escriptura manual van evolucionar vers lletres a part entera que de vegades van convertir-se en símbol d'identitat. És el cas de la es-zeta (Eszet) alemanya (ß) o de la IJ neerlandesa. Fins a la darrera reforma ortogràfica el 2010 del castellà, la ch i la ll també eren considerades com una lletra.
Existeixen encara unes lligadures històriques, com la que uneix DE que no són gaire usades, excepte per a donar un aire arcaic a un text.

## Dues lligadures particulars: l'arrova i lai comercial
- La lligadura arrova o @ procedeix del dígraf at. Inicialment es referia a la conjunció llatina ad (= vers, prop de), però des dels primers temps de la impremta va adoptar-se, sembla que a Itàlia, per indicar la rova, una unitat de pes (i de vegades de capacitat). En anglès s'ha utilitzat per abreujar la preposició at només utilitzada en la comptabilitat i les factures. Amb la creació d'internet va revifar a formar part de la sintaxi de les adreces electròniques.

- La i comercial &, una lligadura de la paraula llatina et és una de les més utilitzades. En algunes tipografies encara es pot reconèixer el seu origen, però en la majoria de les modernes aquest és menys evident. Els angloparlants solen interpretar que el seu origen és una abreviatura de "and". Molts parlants de llengües romàniques cometen el mateix error, i rebutgen indegudament el seu ús per a la il·lació, habitual en les referències bibliogràfiques, com anglicisme.